# CISM
CISM (Certified Information Security Manager) es una certificación para el Gerenciamiento de seguridad de la información respaldada por la ISACA (Information Systems Audit and Control Association). Está enfocada en la gerencia y ha sido obtenida por siete mil personas desde su introducción, en 2004.[cita requerida] A diferencia de otras certificaciones de seguridad,[cita requerida] CISM define los principales estándares de competencias y desarrollo profesionales que un director de seguridad de la información debe poseer, competencias necesarias para dirigir, diseñar, revisar y asesorar un programa de seguridad de la información.

## Dominios de conocimiento
La certificación precisa acreditar conocimientos en cinco dominios de la seguridad de la información:
El examen consiste de 150 preguntas de opción múltiple que deben ser contestadas en 4 horas. El examen está dividido en 5 áreas:
- Gobierno de la seguridad de la información
- Gestión de riesgos de información
- Desarrollo de un programa de seguridad de información
- Administración del programa de seguridad de información
- Manejo y respuesta de incidentes

## Acreditación
Para conseguir la certificación, es necesario acreditar cinco años de ejercicio profesional y aprobar un examen, el mismo en todo el mundo, que se realiza anualmente en el mes de junio y diciembre. Para superar el examen se tiene que obtener una puntuación mínima del 75%. La inscripción al examen y la adquisición de los manuales se hace directamente en la web de ISACA internacional.
Además, el director acreditado por el CISM está obligado a realizar cada año un mínimo de horas de formación para mantenerse al día en un entorno tan cambiante. Si no se reporta esta información, se revoca la certificación de forma inmediata.